# Kosovska Mitrovica
Kosovská Mitrovica (v srbské cyrilici Косовска Митровица, též jen Mitrovica, v srbské cyrilici Митровица, albánsky Mitrovicë) je město a stejnojmenná opština na severu Kosova. Město bylo silně zasaženo kosovskou válkou v roce 1999, kdy zde působila Kosovská osvobozenecká armáda, po válce se Mitrovica stala symbolem etnického rozdělení. Po roce 2013, kdy došlo k rozdělení původní samosprávné jednotky na dva celky (podle řeky Ibar) zahrnuje město pouze jižní část (severní bylo vyčleněno jako tzv. Severní Kosovska Mitrovica).

## Název
Název města pochází původně ze slova Dmitrovica, tedy od jména Dimitar/Dimitrije a je slovanského původu. V latině je doložena jeho podoba jako Civitas Sancti Demetrii. Důvodem pro uvedené pojmenování je existence pravoslavného kostela sv. Dimitrije, okolo něhož se postupně vesnice, resp. město rozrůstaly ještě v předtureckých dobách. O existenci dvou sídel stejného názvu, byť několik set kilometrů od sebe vzdálených, psal již turecký cestovatel Evlija Čelebi. 
Pro odlišení názvu byl použit přídomek Kosovska. Od roku 1981 neslo město název Titova Mitrovica (albánsky Mitrovica e Titos) na počest Josipa Broze Tita; Mitrovica tak byla jediným městem na území autonomní oblasti Kosovo, která byla po něm pojmenována. V roce 1991 byl název odstraněn a vrátil se původní Kosovska Mitrovica. 
Po kosovské krizi a válce je tento přídomek často odstraňován jednak z hlediska potřeby kratšího názvu, jednak pro zdůraznění toho, že město již není dle kosovských úřadů součástí Srbska a tedy není potřeba název odlišovat (srov. např. Slavonska Požega vs. Požega v Chorvatsku pro odlišení od Požegy u Užice v západním Srbsku).

## Přírodní poměry a poloha
Město se rozkládá na rovině, která vzniká při soutoku řeky Ibar s řekou Sitnica (albánsky Sitnicë). Ibar potom teče dále na sever do Zvečanu a na území centrálního Srbska tzv. Ibarskou soutěskou (srbsky Ibarska klisura).
Severně od města se rozkládá pohoří Kopaonik a dále Mokra Gora, Golija a Čičavica a jižně začíná potom rovina Kosovo Pole. Mitrovica je z téměř všech stran (až na jižní) obklopena zalesněnými kopci o výšce v průměru 700 metrů. 

## Historie

### Nejstarší období a středověk
Na území dnešní Kosovské Mitrovice se nacházejí pozůstatky již z dob neolitu, neboť lokalita byla strategicky významná již pro první lidi. Archeologické nálezy přítomnost tak starého osídlení dokládají. Žil zde kmen Ilyrů, nalezeny byly pozůstatky nekropole. Lidé zde žili také v době existence Římské říše. 
V 6. století byzantský císař Justinián I. nařídil vybudovat pevnost v dnešní lokalitě Zvečan, která leží severně od Kosovské Mitrovice. Lokalita se nacházela na severní hranici Byzantské říše po nějakou dobu. Byzantskou nadvládu nad dnešní Mitrovicí, která trvala několik staletí, přerušila krátká bulharského vpádu za car Simeona I. v letech 897 až 927. Od roku 1185 tato oblast patřila Srbské říši Nemanjićů, která se dále rozšiřovala na jih. K roku 1303 se připomíná hornické město Trepča. Současný název města je zaznamenán roku 1455, kdy se objevily první turecké záznamy o existenci sídla.

### Turecká nadvláda
Nejspíše v polovině 15. století obsadili dnešní Mitrovici Turci. Postupem času se původně slovanské (srbské) město začalo měnit z národnostního hlediska, kdy sem přicházeli příslušníci dalších neslovanských národů, ať už Turci nebo Albánci. Během osmanské nadvlády patřila Mitrovica k typickým malým městům orientálního charakteru. Její význam nebyl valný; zmiňuje se o ní nicméně turecký cestovatel Evlija Čelebi, který si povšiml shodného názvu se Sremskou Mitrovicí a město navštívil v roce 1660. Během rakousko-tureckých válek byla nicméně v roce 1689 bylo město vypálena rakouskými vojsky pod vedením generála Piccolominiho, což zpečetilo její regionální význam až do 19. století.
Změnu přinesl objev rud severně od města a následné zavedení železnice nejprve z Kosova Polje v roce 1873, díky čemuž bylo možné vyvážet místní rudu přímo do přístavu v Soluni. Vyváželo se ale také maso, vlna a vše další, co mohlo město světu tehdy nabídnout.
Sanstefanská mírová smlouva, která předpokládala změnu hranic na Balkáně po rusko-turecké válce v roce 1878, měla přičlenit město k Srbsku (a velkou část dnešního Balkánu Bulharsku), nakonec ale nebyla uplatněna. Přesto se předpokládalo, že dříve nebo později se Turci odsud stáhnou a vakuum po jejich moci vyplní nějaký jiný stát. V roce 1867 zde byla založena lidová škola, kde se vyučovalo v srbském jazyce; škola měla (a nebyla v regionu jižně od tehdejšího Srbska jediná) mimo jiné také šířit srbskou identitu mezi místním obyvatelstem. V roce 1902 v Kosovské Mitrovici otvřelo svůj konzulát také Rusko. Symbolem slábnoucí turecké moci byly časté vzpoury ať už z důvodu diskriminace křesťanů nebo vysokých daní. V roce 1903 vypukly v Kosovské Mitrovici nepokoje. Mimo jiné zde byl také zabit i ruský konzul. Na přelomu století zde byl také postaven pravoslavný kostel podle projektu Andre Stevanoviće.

### 20. století

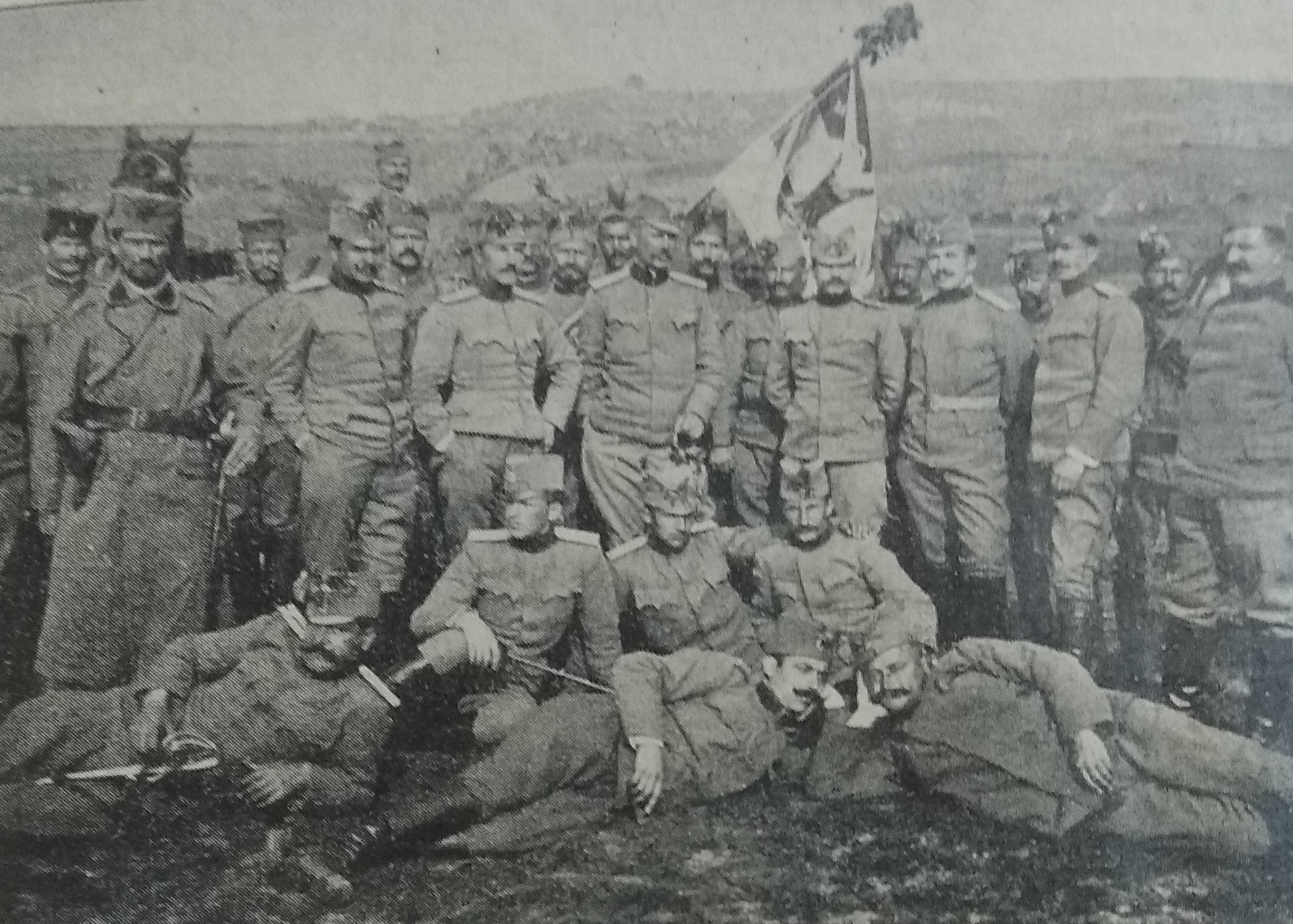
Srbští vojáci v Kosovské Mitrovici v roce 1913.

Po první balkánské válce se stala součástí srbského království, které se rozšířilo až k řeckým hranicím do dnešní Makedonie. Tehdy měla okolo devíti tisíc obyvatel. Příchod nové moci znamenal značné změny; ač byla Mitrovica odlehlým a nerozvinutým sídlem, došlo zde k výměně především státní správy. Odešli Turci a na jejich místo přišli noví srbští úředníci.
V meziválečném období měla jugoslávská královská vláda velký zájem na rozvoji a modernizaci oblasti, nicméně finanční situace státu nedovolovala větší investice. Podařilo se alespoň vybudovat železnici údolím řeky Ibar do vnitrozemí. Město samotné se příliš nezměnilo. V roce 1927 sem byla zavedena nicméně elektřina. Původně ekonomicky významná trasa přes Kosovo do Soluně ztratila vlivem nových hranic svůj význam. Z administrativního hlediska bylo město od roku 1929 součástí tzv. Zetské bánoviny. 
Za druhé světové války byla Kosovska Mitrovica součástí Srbska (spolu s doly Trepča), zatímco zbytek tehdejšího Kosova byl připojen velké Albánii, která se nacházela pod italskou okupací. Město a přilehlé doly kontrolovala kvůli jejich strategickému významu přímo německá armáda. Ta také provozovala tábory, kam byli posíláni někteří místní Srbové, jiní utekli do Bělehradu a dalších velkých měst v Srbsku.
Po vzniku socialistické Jugoslávie došlo k pomalému zprůmyslňování oblasti a rozvíjení těžebních závodů především v Trepči severně od města. Celý komplex v době své největší slávy zaměstnával 21 tisíc lidí. Kosovska Mitrovica se potom rozvíjela hlavně jako místo, kde mohli jednotliví dělníci bydlet, neboť zde bylo více místa, než v úzkém údolí řeky Ibar okolo Zvečanu. Přestavěno bylo centrum města; strženy byly početné nízké orientální domy a na jejich místo nastoupily bytové bloky, a to jak na severní, tak i na jižní straně řeky Ibaru. V centru města vyrostlo brutalistní obchodní centrum. Zatímco v roce 1948 měla Mitrovica jen 13 901 obyvatel, na konci 90. let zde žilo už 75 000 lidí. Kromě výškových (panelových) domů se jedním ze symbolů města stal i památník horníků, který odkazoval na kult boje v druhé světové válce. Kosovska Mitrovica byla jedním z průmyslových center Kosova. Působila zde dělnická univerzita, vyšší technická škola a dvě kina.
V rámci Jugoslávie tvořila Kosovska Mitrovica opčinu (s rozlohou 350 km²), podobně jako jinde v tehdejší Jugoslávii, kde se kromě hlavního města nacházelo ještě dalších 49 vesnic. Kromě toho byla také centrem okruhu, jednoho ze šesti, které se v tehdejším Kosovu nacházely.
V letech 1988 a 1989 došlo v nedalekých dolech k protestní stávce. Kosovska Mitrovica s promíchaným obyvatelstvem (zhruba 20 000 obyvatel tehdejší opštiny byli Srbové a Černohorci, okolo sedmdesáti tisíc Albánci) byla jedním z neuralgických bodů celé kosovské krize. Před vypuknutím války zde působila UČK (docházelo k útokům na policejní stanice a dalším) a během bombardování Jugoslávie v roce 1999 zde byla zasažena celá řada objektů. Město se stalo jedním ze symbolů konfliktu a symbolem rozdělení místní společnosti. Etnickou hranici představovala řeka Ibar. Obyvatelstvo se homogenizovalo okolo obou břehů v době války.

### 21. století

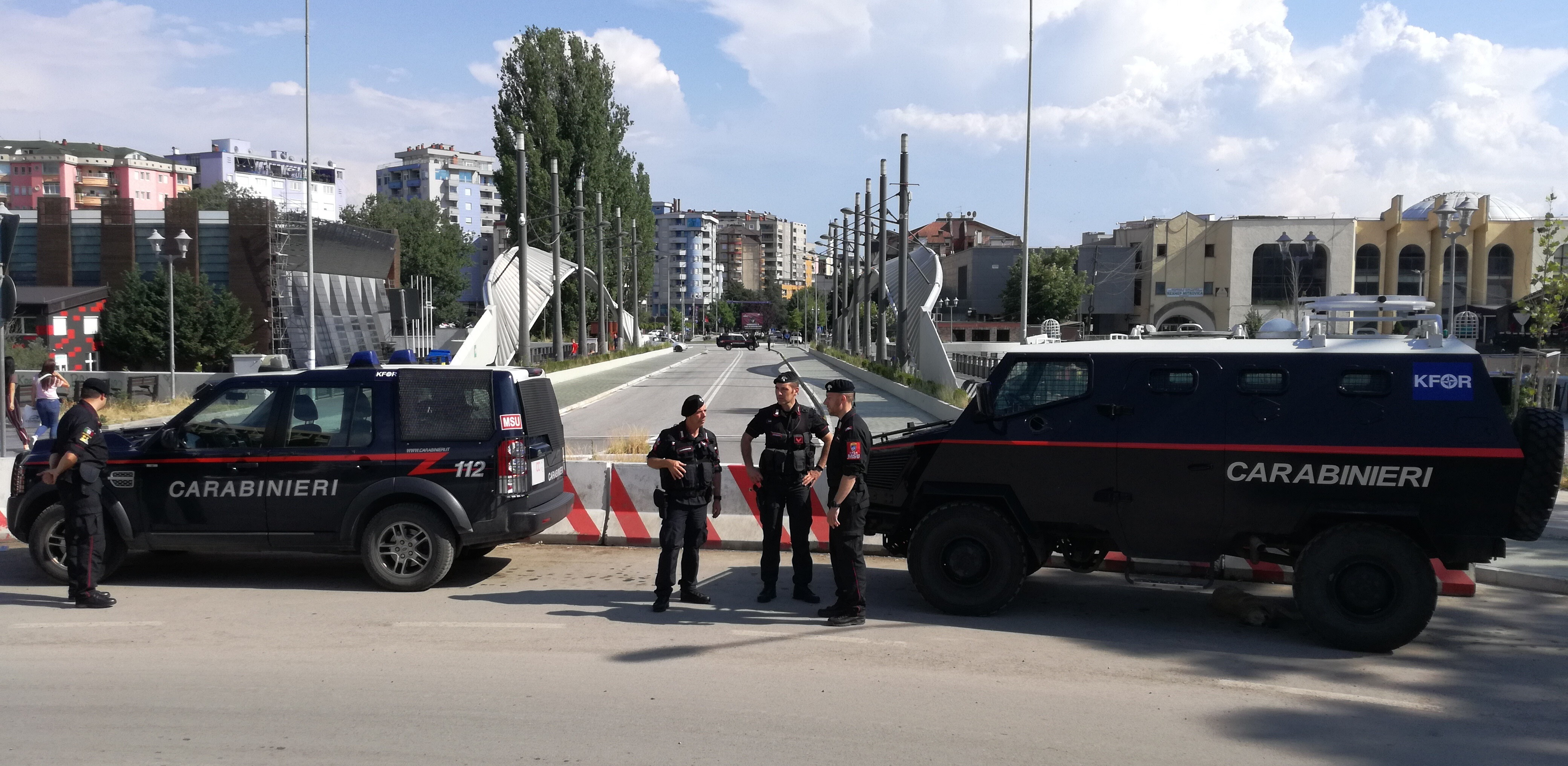
Italští Carabinieri hlídající most.

Po válce v Kosovu přebralo kontrolu nad městem mezinárodní společenství. Umístěno sem bylo několik tisíc francouzských vojáků v rámci mise KFOR. Od té doby byla doprava mezi oběma částmi města (severní srbskou a jižní albánskou) ostře sledována, aby nedošlo k případným potyčkám; most, který obě části spojuje, byl vybaven bezpečnostními stanovišti. Přestože se po zásahu mezinárodních sil podařilo situaci etnických násilností do velké míry stabilizovat, v březnu 2004 došlo opět k útokům mezi Srby a Albánci. Spouštěčem se stalo utopení dítěte albánské národnosti v řece Ibaru. Po rozdělení se srbský pravoslavný kostel svatého Dimitrije nacházel v albánské části města a od nepokojů v březnu 2004 byl nepřístupný. Jako náhrada byl na kopci v srbské části města postaven nový kostel, který byl slavnostně otevřen v roce 2005.
Na troskách domů na západním okraji města, které byly také zničeny v roce 2004, byla s mezinárodní pomocí postavena osada pro romské uprchlíky. K září 2007 zde byla dokončena zhruba desítka zděných domů.
Po vyhlášení kosovského státu v únoru 2008 místní Srbové tento akt neuznali a i nadále považují celou oblast za součást Srbska; v Kosovské Mitrovici se volilo stejně jako v Srbsku, silné pozice tu mají radikální politické strany. Srbské úřady v rámci autonomní oblasti Kosovo a Metochie se z Prištiny přestěhovaly sem, včetně univerzity. V březnu 2008 obsadili srbští vzbouřenci budovu soudu, tu se podařilo vyklidit až za pomocí zbraní.
V roce 2012 převzaly nad mostem, který obě části města spojuje, italští Carabinieri.
V souvislosti s tzv. bruselskou dohodou bylo přerušeno fungování tzv. paralelních organizací, tedy Srbskem provozovaných úřadů na území Kosovské Mitrovice. Převedení bezpečnostních složek pod kosovskou policii nicméně vyvolalo ve městě protesty, včetně odstraňování kosovské vlajky z budovy služebny. Došlo také k rozdělení města mezi dvě části, čímž byla ze srbské severní části města vytvořena separátní Severní Kosovska Mitrovica. Ta se měla stát součástí tzv. Společenství srbských obcí, jehož realizace však byla kosovskoalbánskými stranami dlouhodobě blokována s odůvodněním, že by tím vznikla v Kosovu jistá varianta Republiky srbské (jaká je např. v Bosně a Hercegovině). Město je centrem četných protestů srbského obyvatelstva proti mezinárodnímu společenství. Došlo k několika případům blokování mostu, který spojuje obě části města barikádami.

## Obyvatelstvo
Vzhledem k rozdělení města na dvě části je počet obyvatel nižší, než ukazují dřívější statistiky. V roce 2011 žilo na území celé Kosovské Mitrovice zhruba 71 tisíc obyvatel. Z národnostního hlediska dnes Albánci tvoří většinu obyvatel města (96,6 %), následované menšími etnickými skupinami jako jsou Bosňáci, Turci, Romové, Aškalové a balkánští Egypťané a další. Vzhledem k ekonomickému úpadku a deindustrializaci také došlo k poklesu počtu obyvatel, způsobeného mimo jiném vystěhovalectvím, a to jak do zahraničí, nebo i jinam. Jen v letech 1991 až 2011 počet obyvatel klesl okolo 20 %.
Obyvatelstvo se v drtivé většině hlásí k sunnitskému islámu, jen velmi malá část k srbskému pravoslaví a jen velmi malá k římskokatolické cíkrvi (není započítána severní část města).

## Kultura

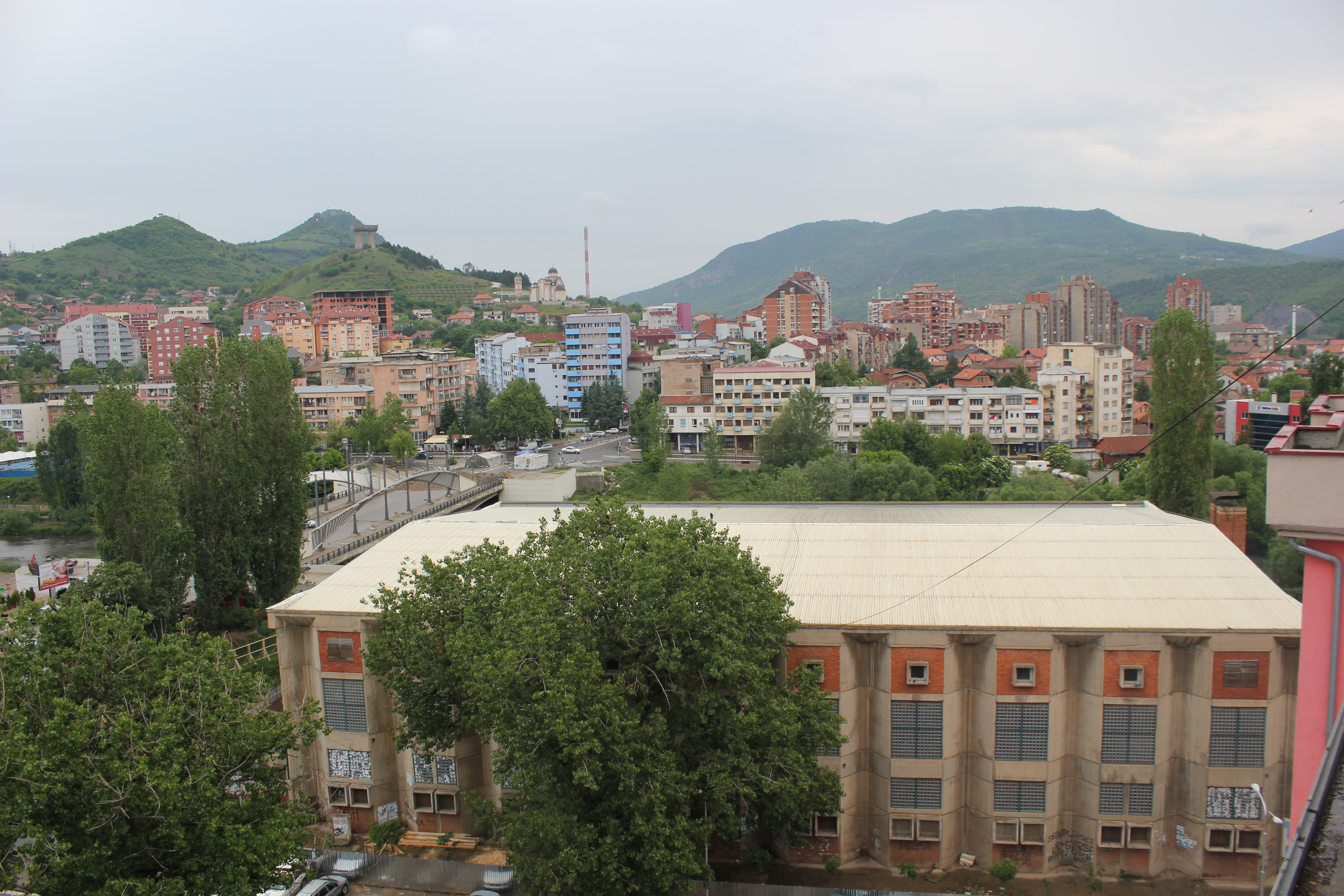
Pohled směrem k Severní Kosovské Mitrovici.

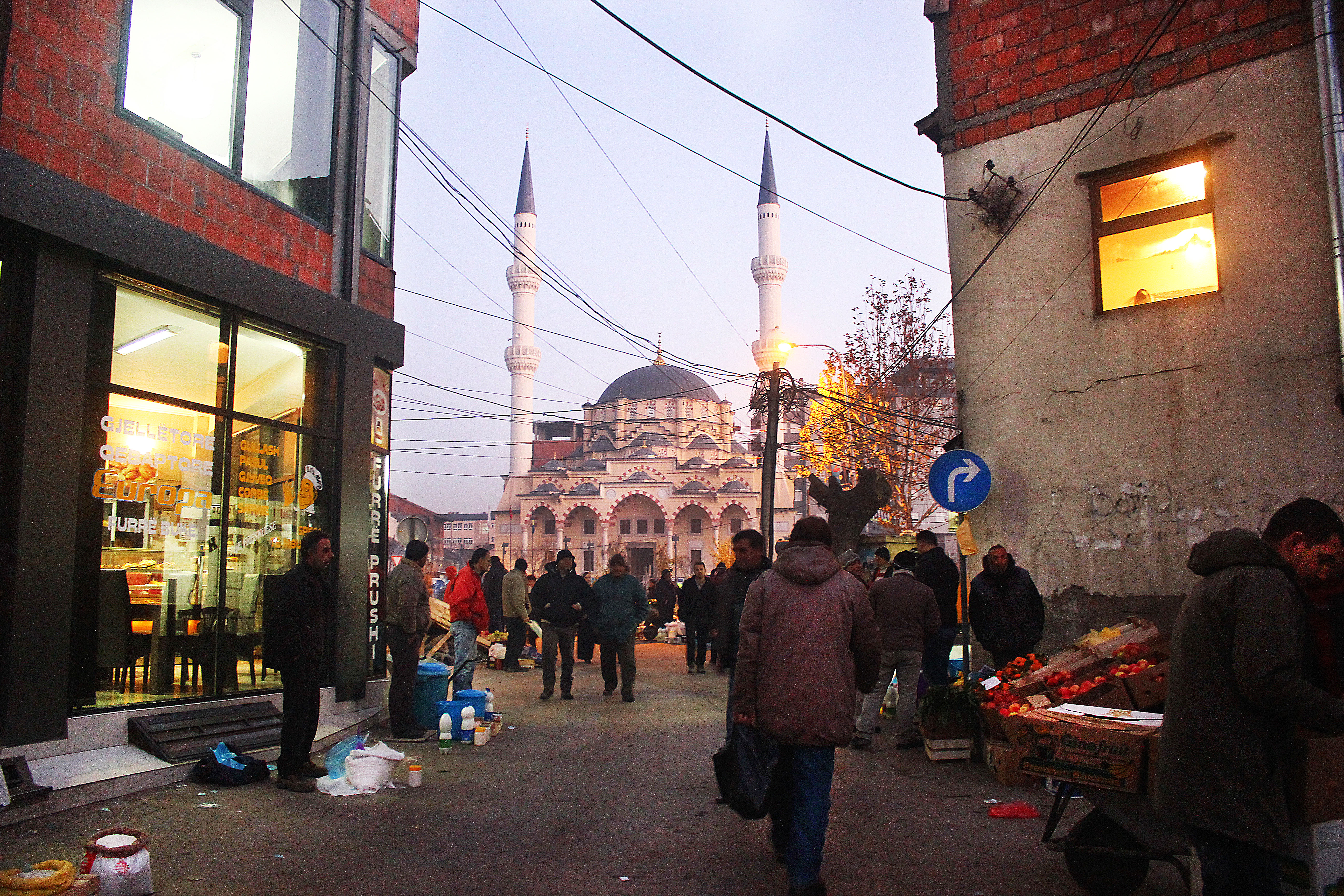
Střed města s mešitou.

Ve městě se nachází knihovna Latifa Dervishe. V okolních obcích potom pod opštinu (albánsky komuna) Kosovska Mitrovica spadají ještě dvě další menší knihovny. 
Místní městské muzeum sídlilo v budově bývalých tureckých lázní (před válkou) a později se přesunulo do bývalého domu armády. Založeno bylo roku 1952. Kulturní dům Rexhep Mitrovica je v současné době nevyužíván.[zdroj?]
V obci Boletin se nachází pevnost, která byla obnovena v roce 2010.
Kromě toho v Mitrovici působí Městské divadlo Sandër Prosi a amatérská divadla. Dále tu působí také hudební a taneční skupina a také literární skupina Lumi i Bardhë.
Mezi místní památky patří hlavní Isa begova mešita a původní kostel sv. Dimitrije. Mezi další památkově chráněné stavby patřily dříve turecké lázně ze 17. století, dále budova bývalého ruského konzulátu, nebo Dům Blagoje Đorđeviće.

## Média
Ve městě působí tři rozhlasové stanice a soukromá televizní stanice TV Mitrovica.

## Hospodářství

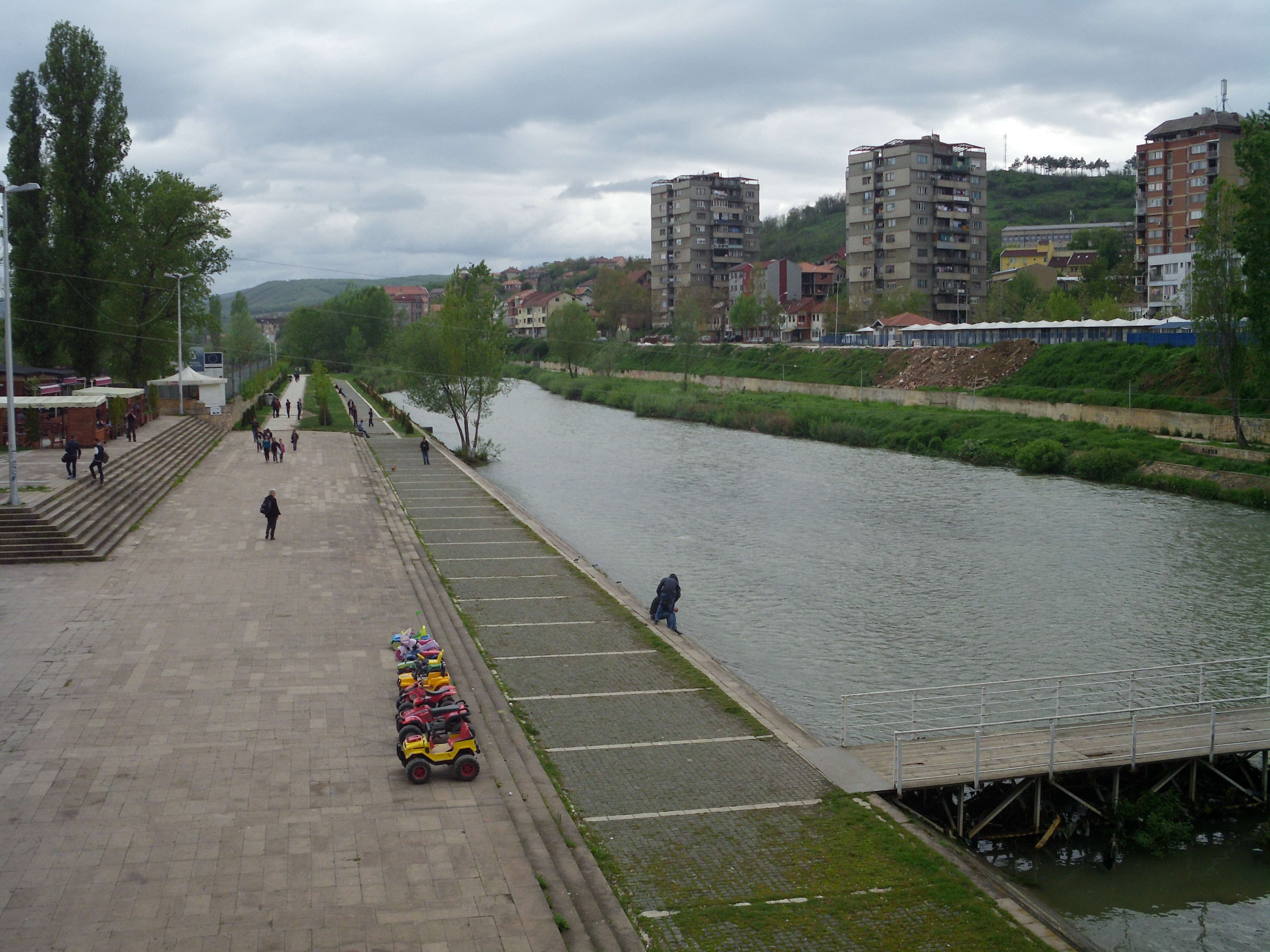
Břeh řeky Ibaru.

Rychlý rozvoj Mitrovice začal ještě za vlády Turků. 
V 19. století jedna anglická společnost začala rozvíjet moderní těžbu olova a zinku v dolech Trepča. Tím se navázalo na středověkou těžbu rud, která zde probíhala ještě v dobách před nástupem turecké správy. 
Vznikla továrna na výrobu akumulátorů a zpracování olova. Vyráběly se zde fosfáty a kyselina sírová. Existoval zde i závod na výrobu prefabrikovaných betonových stavebních dílců (srbsky Betonjerka) a zastoupen byl také textilní průmysl, který byl navázán na textilky v jižním Srbsku.
Po vypuknutí kosovské krize a války došlo k poničení tehdejšího průmyslu. Po válce byla těžba i průmysl zastaveny, ne jen kvůli válečeným škodám, ale také z důvodu škod na životních prostředí a zamoření škodlivinami. Nezaměstnanost byla krátce po válce velmi vysoká.|

## Doprava
Městem prochází železniční trať, která byla postavena ještě během turecké nadvlády. Místní nádraží leží 325 km daleko od Bělehradu a 120 km severně od Skopje.
Hlavní silniční tah vede do Kosovské Mitrovice z Prištiny přes Vučitrn a dále do Zubin Potoka a k jezeru Gazivode (silnice M-2). V hlavní trase z Prištiny do Kosovské Mitrovice je částně nahrazován dálnicí, resp. víceproudou komunikací. Silnice vede také i údolím řeky Ibar na území centrálního Srbska (tzv. Ibarská magistrála). Méně významné silnice také vedou do měst Skënderaj a Pakoštica. Hlavní komunikace obcházejí Kosovskou Mitrovici z východní a jižní strany po tranzitních komunikacích.

## Školství
V Kosovské Mitrovici (jižní) se nachází Univerzita Isy Boletini a Univerzita aplikovaných věd. Před válkou v Kosovu zde sídlila hornicko-metalurgická fakulta Prištinské univerzity. V roce 2010 zde nizozemská nadace SPARK založila školu International Business College. Pod obec Kosovska Mitrovica spadá také 31 základních a středních škol.

## Sport
Na břehu řeky Ibar se nachází sportovní hala Minatori (albánsky Palestra e Sporteve Minatori). V místní části Ilirida (srbsky Tavnik) leží akvapark a také fotbalový stadion, který nese název po Ademu Jasharim. Ve městě sídlí dva fotbalové týmy, a to KF Trepça a KF Trepça'89.

## Známé osobnosti
- Vahedin Ajeti, albánský fotbalista
- Aleksandar Čanović, srbský národní fotbalista
- Nikola Lazetić, bývalý srbský národní fotbalista
- Žarko Lazetić, bývalý srbský národní fotbalista
- Nevena Božović, srbská zpěvačka
- Rexhep Mitrovica, bývalý premiér Albánie
- Milan Biševac, srbský fotbalista
- Miloš Krasić, srbský fotbalista
- Rona Nishliu, zástupkyně Albánie na soutěži Eurovision Song Contest 2012
- Enis Alushi, fotbalista
- Valon Behrami, fotbalista
- Bekim Bejta, básník a překladatel
- Nexhip Draga, člen albánského povstání
- Xhafer Deva, bývalý albánský ministr vnitra
- Riza Lushta, bývalý fotbalista
- Xhevat Prekazi, bývalý fotbalista
- Muharrem Qena, herec a zpěvák
- Valdet Rama, fotbalista
- Bajram Rexhepi, politik
- Ali Shukrija, druhý premiér Kosova
- Darko Spalević, bývalý srbský fotbalista
- Borislav Stevanović, fotbalista
- Stevan Stojanović, fotbalista
- Ymer Xhaferi, fotbalista
- Diana Avdiu, modelka
- Erton Fejzullahu, fotbalista
- Alban Meha, fotbalista